# Angel Beats!
 (mars 2017).
Si vous disposez d'ouvrages ou d'articles de référence ou si vous connaissez des sites web de qualité traitant du thème abordé ici, merci de compléter l'article en donnant les références utiles à sa vérifiabilité et en les liant à la section « Notes et références ».
Angel Beats! (エンジェルビーツ!, Enjeru Bītsu!) est un anime de treize épisodes produit par les studios P.A. Works et Aniplex, et réalisé par Seiji Kishi, avec un scénario écrit initialement par Jun Maeda. La série est diffusée entre avril et juin 2010. Un premier OAV est sorti en décembre 2010, suivi d'un second en juin 2015. Plusieurs adaptations en mangas ont vu le jour.

## Histoire

### Synopsis
Les personnages sont des adolescents décédés – souvent de manière tragique – qui n'ont pas eu une vie facile, qui souffrent de traumatismes ou qui n'ont pas pu achever leurs rêves. Ils se retrouvent alors dans un monde après la mort : le purgatoire. Ce dernier prend la forme d'un lycée japonais où les adolescents doivent vivre comme des lycéens. Dans ce nouvel environnement, ils doivent tenter de vivre normalement pour réaliser leurs rêves, avant de disparaître une fois une forme de paix retrouvée.
Or, une jeune fille, Yuri, veut se venger de Dieu, pour le mal qu'il leur a fait subir dans le monde réel et l'injustice de leur vie terrestre. Elle refuse de disparaître. Elle dirige alors une équipe pour lutter contre ce monde. Le nom de son équipe varie fréquemment, cependant ces rebelles se réfèrent souvent par le Front de l'Au-Delà, ou bien SSS (Shinda Sekai Sensen).
Nous suivons l'arrivée d'Otonashi qui arrive dans ce purgatoire, et est forcé à en suivre les règles. Il fait alors la rencontre de Yuri qui le prend sous son aile. Ensemble, ils vont tenter d'élucider un mystère de ce monde : tenter de comprendre qui est la fille aux cheveux blancs qui respecte scrupuleusement sa vie de lycéenne. Yuri est persuadée qu'il s'agit d'un ange, une servante de Dieu. Elle lui déclare alors la guerre et entraîne ses rebelles avec elle.

### Personnages principaux
Yuzuru Otonashi (音無 結弦, Otonashi Yuzuru)
Voix japonaise : Hiroshi Kamiya, voix française : Marc Wilhelm
Otonashi est le personnage principal d'Angel Beats!. Après sa mort, il a perdu ses souvenirs du temps où il vivait mais les reprendra plus tard par les pouvoirs hypnotiques de Naoi. De son vivant, Otonashi avait arrêté d'aller à l'école et ne vivait que pour sa sœur alitée Hatsune (初音, voix par : Mai Nakahara) et ses sourires. Il lui avait promis qu'un jour il lui montrerait la grande avenue, à Noël, avec toutes ses lumières éclairées, que son médecin le veuille ou non. Malheureusement le médecin lui a refusé cette faveur et Otonashi y est allé discrètement en portant sa sœur, provoquant sa mort. À la suite de ce décès, il se consacra à étudier de plus en plus dur dans le but de devenir médecin à son tour. Il meurt cependant à son tour des suites des blessures reçues lors de l'accident du train qui doit le mener au centre d'études pour ses examens. En raison de son passé, Otonashi a une personnalité bienveillante et ne veut pas que quiconque ressente de la douleur ou de la tristesse. Il sera d'abord impliqué avec le SSS et leur lutte contre Dieu dès son arrivée sur cette nouvelle terre – Yuri l'invitera à rejoindre le front de bataille bien qu'au début, il ne veuille pas rester avec le groupe. Il se joint malgré tout à eux pour sa propre sécurité contre « Kanade » (l'ange) jusqu'à ce qu'il retrouve ses souvenirs. Après avoir retrouvé son passé, il jure de rester. Il est au départ non qualifié en armes, mais il commence à améliorer son adresse au tir au pistolet et tire pour signaler à l'équipe quand il y a du danger. Au fil du scénario, Otanashi est plus attiré vers Tenshi et est le seul qui soit à l'aise autour d'elle. Il porte un Glock 17, que Yuri lui donne dans le premier épisode. À la fin, il finira seul lorsque Kanade disparait parce qu'elle lui avait avoué son seul regret, alors qu'il était tombé amoureux d'elle. Après le générique de fin du dernier épisode, deux jeunes gens ressemblant à Otonashi et Kanade se croisent dans une rue ce qui laisse supposer qu'ils seront à nouveau réunis. Dans la fin alternative, on peut voir qu'il devient président du conseil des étudiants pour aider à son tour les âmes perdues et semble attendre Kanade.
Yuri Nakamura « Yurippe »
Voix japonaise : Harumi Sakurai, voix française : Dany Benedito
Yuri a une personnalité déterminée et invite Otonashi à rejoindre le SSS, une organisation qu'elle a fondée menant une lutte contre Dieu. Elle dirige d'une main de fer les opérations du front de bataille. Elle utilise un Beretta 92, mais se débrouille également bien au corps à corps. On apprend par la suite que ses deux sœurs et son frère plus jeunes ont été tués lors d'un cambriolage qui a mal tourné, et qu'elle se sent coupable. Alors que ses parents s'étaient absentés, des cambrioleurs seraient entrés dans sa maison car elle vivait dans une famille riche et ils lui aurait demandé de lui apporter un objet de valeur toutes les 10 minutes, sinon ils tuaient un membre de sa famille. Yuri trouve un vase mais elle le casse accidentellement. 30 minutes plus tard, la police arrive mais Yuri est la seule survivante. Croyant à une injustice de la part de "Dieu", elle cherche à le retrouver en menant diverses missions contre Tenshi (Tachibana Kanade), croyant qu'elle a un lien direct avec lui. Elle reste un chef efficace et voue beaucoup d'amour envers le front qu'elle considère comme une grande famille. On ne sait de quelle manière son décès s'est produit, elle dira juste à Otonashi qu'elle ne s'est pas suicidée. C'est Hinata qui lui donne le surnom de Yurippe.
Tachibana Kanade « L'Ange » (« Tenshi » en VO)
Voix japonaise : Kana Hanazawa, voix française : Angélique Heller
Kanade est la présidente du conseil des étudiants. Elle est chargée de stopper les activités perturbatrices au sein de l'école, qui provoqueront des combats avec le SSS (front de l'au-delà). Yuri la décrira sous le nom de « l'Ange » (tenshi en japonais), ne connaissant pas son nom réel. Il est difficile de comprendre ce qu'elle pense car elle ne laisse paraître aucune émotion. Malgré son apparence douce et chétive, elle n'en reste pas moins incroyablement puissante, ses pouvoirs étant issus d'un programme appelé « Angel Player ». Kanade a pour arme le « Hand Sonic » (qu'elle crée en 5 versions différentes) : elle doit prononcer la phrase : « Arme défensive : Hand Sonic » pour l'activer. Mais ses armes ne sont qu'un moyen de défense contre le SSS. Elle a comme protection la distorsion. Pour l'employer, elle doit dire cette phrase : « Arme défensive : Distorsion ». Tenshi peut aussi se multiplier en utilisant la technique "Harmonique". Elle a un faible envers le Mapo Tofu, un plat de Sichuan (Chine) très épicé. Elle disparaîtra après avoir révélé à Otonashi qu'après sa mort, son cœur lui a permis de vivre un peu plus longtemps grâce à une greffe, et l'avoir remercié ; son seul regret ayant été de ne pas avoir pu dire merci à la personne lui ayant permis de survivre.

### Membres SSS
Hinata Hideki
Voix japonaise : Ryōhei Kimura, voix française : Damien Laquet
Hinata est le meilleur ami d'Otonashi dans l'au-delà. Il est d'un tempérament assez désinvolte, ce qui ne l'empêche pas d'être populaire auprès des autres étudiants (à ce qu'il paraît...). Il participe à pratiquement toutes les missions qu'assigne Yuri. C'est un garçon assez maladroit mais il est d'un naturel protecteur et bienveillant, malgré les situations incongrues dont il est souvent la victime. Yui le considère comme son senpai (aîné, ici élève d'une classe supérieure). Hinata promettra de se marier avec elle lorsqu'ils se réincarneront. À la suite de cette déclaration, Yui trouvera la paix et disparaîtra. Hinata se rangera donc du côté d'Otonashi et l'aidera à apporter la paix à leurs camarades. On a peu d'information sur sa mort ; cependant, on peut raisonnablement penser qu'il est mort d'une overdose, car quelqu'un lui tend une pilule durant son flashback, après sa défaite au baseball. On en sait plus sur lui dans le manga "angels beats heaven's door". C'est lui qui a créer le front de l'au delà avec yurippe.
Matsushita "5-dan"
Voix japonaise : Eiichiro Tokumoto, voix française : Laurent Pasquier
Matsushita est une vraie montagne de muscles. Il est 5e dan de judo, d'où son surnom. Grand ami d'Hinata et Fujimaki, il n'hésite jamais à les secourir. À noter qu'il n'hésite pas non plus à retourner sa veste pour un bol d'udon. Il s'entraînera à la montagne de l'au-delà pendant plusieurs jours avant de revenir maigre et méconnaissable.
Noda
Voix japonaise : Shun Takagi, voix française : Michaël Maïnö
Noda est le troisième à faire connaissance avec Otonashi, après Yuri et Hinata. D'un naturel plutôt belliqueux, il passe son temps à s'entraîner au maniement de sa hallebarde. Personne ne sait pourquoi il a choisi de manier une arme de corps à corps, mais tout le monde pense que c'est pour se la péter. Avec Fujimaki et Yuri, il est l'un des seuls à manier une arme blanche. Il déteste Otonashi (ou du moins, il le prétend.) et a un esprit de compétition sur-développé. Il est également considéré comme un abruti fini par la plupart des autres membres, même s'il s'avère être un guerrier hors pair. À noter qu'il tombe toujours le premier dans les pièges qui parsèment le campus. Il voue une loyauté sans faille à Yuri, étant toujours premier à vouloir défendre son honneur.
Oyama
Voix japonaise : Yumiko Kobayashi, voix française : Sarah Cornibert
Oyama est un peu le petit frère de tout le monde. Il a souvent peur, est de nature maladroite et est, comme Noda, un idiot notoire. Malgré tout, on peut (presque) toujours compter sur lui en cas de problème. Il connaît pratiquement tout de la vie du campus. Malgré cela, Oyama reste un personnage sage comparable aux PNJ, qui sera embarqué presque contre son gré dans le SSS. Il a été dans la même chambre que Hinata et c'est ce moment là que Hinata découvrira que ce n'est pas un pnj. Il sera d'abord terrifié par Yuri puis rejoindra le front de l'au delà.
Shiina
Voix japonaise : Fuko Saito, voix française : Angélique Heller
Shiina est un peu la kunoichi (terme désignant les ninjas féminins) de l'équipe. Toujours dans l'ombre et ne parlant jamais, c'est une guerrière d'élite qui n'a peur de rien. Sa seule faiblesse, c'est son fétichisme pour les objets mignons (chiots en peluches, chatons, etc.). Depuis qu'Otonashi l'a "battue" lors de la première descente à la Guilde, elle passe son temps à parfaire sa concentration en tenant un balai en équilibre sur son index. On ne sait pas grand chose d'autre à son sujet, si ce n'est qu'elle fut l'une des premières à rejoindre le front. Sa phrase favorite est "quelle étroitesse d'esprit".
Dans Angel Beats: Heaven's door, on apprend que Shiina est une tueuse ayant pour nom de code C7 qui est morte pour des raisons inconnues. Une fois arrivée dans le monde où se déroule l'histoire d'Angel Beats, elle se réfugie sous terre durant plus de 1000 jours. Yuri comprend donc qu'elle vient d'une autre époque. Elle est finalement vaincue par Hinata qui la tranche d'un coup de Katana grâce à l'aide de Kanade et de Cha. À son réveil, elle se décide à rejoindre le groupe de Yuri.
C'est Yuri qui lui donnera le nom de Shiina.
Takamatsu
Voix japonaise : Takahiro Mizushima
Le binoclard de la bande. Ses lunettes ne sont là que pour faire classe et donner l'impression qu'il est intelligent, car c'est également un idiot. Il a toujours la manie de les remonter sur son nez, pour donner un air plus stylé à ses répliques. Malgré une apparence maigre, il se cache sous sa chemise un corps d'athlète parfaitement sculpté. Taka s'entraîne en réalité en secret, et qui ne l'empêche pas de passer pour un abruti lors de l'opération "Examens semestriels"
Fujimaki
Voix japonaise : Yuki Masuda
Un des trois combattants à l'arme blanche du SSS. On ne sait pratiquement rien de lui.
TK
Voix japonaise : Rivas Michael
C'est un garçon aux cheveux blonds portant un bandeau cachant ses yeux. Il ne parle qu'un anglais sommaire. Personne n'a jamais connu son passé. Il bouge souvent comme s'il était sur le rythme d'une musique. Il ne se bat qu'avec des mouvements de danse, et plus rarement avec un pistolet. On suppose dans le manga que c'est un enfant retardé mais a haut potentiel.
Takeyama
Voix japonaise : Mitsuhiro Ichiki, voix française : Elise Gamet
Le petit génie de la bande, il est capable de programmer et d'infiltrer des systèmes informatiques. Il connaît plus d'une centaine de décimales de pi et demande toujours à ce qu'on l'appelle « Christ ». Il a conçu le « briefing manager » que Yuri utilise pour annoncer les Opérations.
Naoi Ayato
Voix japonaise : Megumi Ogata, voix française : Laurent Pasquier
Naoi est un fils de potier qui, après la mort accidentelle de son frère surdoué, se voit assigné le rôle d'héritier de l'art potier remplaçant ainsi son frère. Malgré tous ses efforts, il n'arrive pas à atteindre le même niveau que ce dernier. Il se promet que sous la tutelle de son père, il fera de son mieux pour égaler voire surpasser son frère malgré son manque flagrant de talent. Son père tombe rapidement gravement malade et se retrouve dépendant de son fils. Naoi réalise alors qu'il ne pourra jamais faire quelque chose de sa vie. Tout ceci le mène à penser qu'il n'a jamais réellement vécu qu'à la place de son frère, et qu'il n'a, finalement, jamais eu d'existence propre. C'est Otonashi qui le convainc du contraire grâce à de fortes paroles.  Après sa mort, Naoi arrive dans l'Au-delà et gagne rapidement la place de Vice-Président du Conseil étudiant, aux côtés de « Tenshi », Kanade. Il réussit à ne pas disparaître malgré sa bonne conduite en violentant les PNJ secrètement. Après la destitution de Kanade, il prend les rênes du campus et règne d'une main de fer sur les étudiants en usant de la violence. Finalement, Otonashi et Kanade parviendront à arrêter le massacre qu'il a entamé au sein du Front, et Naoi se rangera de leur côté. Otonashi est le seul qu'il respecte sincèrement, les autres n'étant pour lui que des imbéciles. Il a appris à maîtriser l'hypnose dans l’Au-delà, et s'en servira à maintes reprises.
Chaa
Voix japonaise : Hiroki Tōchi
Chaa est le leader de la Guilde, située dans le sous-sol pour fabriquer des armes afin de combattre Tenshi. Malgré son apparence, il a le même âge que Yuri et les autres. Il apprécie Yuri car celle ci ressemble à sa défunte femme.

### Girls Dead Monster
Girls Dead Monster est un groupe de rock composé de quatre membres: Iwasawa (qui sera remplacée par Yui à partir de l'épisode 4), Hisako, Irie et Sekine.
Iwasawa Masami
Voix japonaise : Miyuki Sawashiro, voix française : Sandra Vandroux
Iwasawa est l'une des filles du Front et également la première leader des "Girls Dead Monsters". Elle a passé sa vie à survivre entre une famille déchirée d'un côté, et une multitude de petits boulots pour payer ses auditions de musique(?). Un jour, elle s'évanouit sur son lieu de travail à cause d'un morceau de verre reçu durant une dispute de ses parents . À l'hôpital, on lui annonce qu'elle ne pourra plus parler. Elle meurt donc de tristesse car elle ne peut plus chanter.
Une fois dans l'au-delà, elle s'est fait une place sur la scène du campus au sein du groupe Rock étudiant "GirlsDeMo". Lors de son dernier concert, acculée par les professeurs sur la scène du gymnase, elle arrache sa toute première guitare (seule guitare acoustique qu'elle utilise) des mains d'un prof et chante sa dernière chanson avant de disparaître, trouvant enfin la paix au travers de la chanson.
Yui
Voix japonaise : Eri Kitamura, voix française : Sandra Vandroux
Yui est la remplaçante d'Iwasawa dans le groupe « Girls Dead Monsters » et fait aussi partie du SSS. C'est une fille débordante de bonne humeur et hystérique. De son vivant, Yui était une jeune fille handicapée, paralysée. Elle ne pouvait rien faire à part regarder la télévision et était complètement dépendante de sa mère. Elle aurait aimé vivre comme quelqu'un de normal : pouvoir faire du baseball, du foot ou encore se marier. C'est grâce à Hinata et Otonashi qu'elle réalise tous ses regrets et qu'elle peut disparaître en paix.
Hisako
Voix japonaise : Chie Matsuura, voix française : Sarah Cornibert
Hisako est la guitariste solo du groupe « Girls Dead Monsters ». Elle fondera GDM avec Iwasawa.
Irie Miyuki
Voix japonaise : Kana Asumi, voix française : Justine Hostekint
Irie est la batteuse du groupe « Girls Dead Monsters ».
Sekine Shiori
Voix japonaise : Emiri Katō, voix française : Margot Blanchet
Sekine joue de la guitare basse et fait partie du groupe « Girls Dead Monsters ».

## Light novel
Une série de sept histoires courtes écrites par Jun Maeda et illustrées par GotoP nommée Angel Beats! Track Zero est publiée entre novembre 2009 et mai 2010. Toutes ces histoires sont compilées dans un volume relié sorti le 23 juin 2010.

## Anime
La production de la série télévisée d'animation est annoncée en mai 2009. Celle-ci est diffusée entre avril et juin 2010,. Un épisode OAV est sorti avec le dernier DVD de la série en décembre 2010. Un second OAV intitulé Hell's Kitchen est commercialisé le 24 juin 2015.
En France (et pays européens francophones), la série est éditée en coffret DVD et Blu-ray Disc. par l'éditeur Black Box avec une version française réalisée par le studio Miroslav Pilon. Le nom des comédiens ayant participé à cette version n'est pas officiellement connue puisque non communiquée ni par l'éditeur ni le studio.
La série est également diffusée sur la plateforme vidéo Netflix mais uniquement en version originale sous-titrée.

### Liste des épisodes
| Épisode | Titre                     | Date de 1re diffusion |
| ------- | ------------------------- | --------------------- |
| 1       | Departure                 | 3 avril 2010          |
| 2       | Guild                     | 10 avril 2010         |
| 3       | My Song                   | 17 avril 2010         |
| 4       | Day Game                  | 24 avril 2010         |
| 5       | Favorite Flavor           | 1er mai 2010          |
| 6       | Family Affair             | 8 mai 2010            |
| 7       | Alive                     | 15 mai 2010           |
| 8       | Dancer in the Dark        | 22 mai 2010           |
| 9       | In Your Memory            | 29 mai 2010           |
| 10      | Goodbye Days              | 5 juin 2010           |
| 11      | Change the World          | 12 juin 2010          |
| 12      | Knockin' on Heaven's Door | 19 juin 2010          |
| 13      | Graduation                | 26 juin 2010          |
| OAV     | Stairway to Heaven        | 22 décembre 2010      |
| OAV     | Hell's Kitchen            | 24 juin 2015          |

## Manga
Une première série manga yonkoma nommée Angel Beats! The 4-koma: Bokura no Sensen Kōshinkyoku (Angel Beats! The4コマ 僕らの戦線行進曲♪) est publiée entre décembre 2009 et novembre 2013 et compilé en un total de quatre tomes,.
Une seconde série nommée Angel Beats! Heaven's Door est publiée depuis mai 2010, et huit tomes sont sortis en février 2015.

### Liste des chapitres

#### Angel Beats! The 4-koma: Bokura no Sensen Kōshinkyoku
| no | Japonais         | Japonais          |
| no | Date de sortie   | ISBN              |
| -- | ---------------- | ----------------- |
| 1  | 18 décembre 2010 | 978-4-04-870192-1 |
| 2  | 27 octobre 2011  | 978-4-04-870901-9 |
| 3  | 27 octobre 2012  | 978-4-04-891034-7 |
| 4  | 27 novembre 2013 | 978-4-04-866177-5 |

#### Angel Beats! Heaven's Door
| no | Japonais         | Japonais          |
| no | Date de sortie   | ISBN              |
| -- | ---------------- | ----------------- |
| 1  | 18 décembre 2010 | 978-4-04-870188-4 |
| 2  | 27 juillet 2011  | 978-4-04-870720-6 |
| 3  | 27 février 2012  | 978-4-04-886404-6 |
| 4  | 27 août 2012     | 978-4-04-886884-6 |
| 5  | 27 avril 2013    | 978-4-04-891573-1 |
| 6  | 27 novembre 2013 | 978-4-04-866033-4 |
| 7  | 27 juin 2014     | 978-4-04-866645-9 |
| 8  | 27 février 2015  | 978-4-04-869296-0 |

## Jeu vidéo
Un visual novel est sorti sur Windows en six épisodes au cours de l'année 2015.